# Olivier Barlet
Olivier Barlet é um jornalista, tradutor, crítico de cinema e investigador em cinemas da África e das diásporas (mundo negro e árabe, interculturalidades  ), nascido em Paris no dia 4 de outubro de 1952.

## Biografia
Olivier Barlet foi graduado na ESCP-EAP em 1976 (estudos em formação mista em Paris, Londres e Düsseldorf). Primeiro animador em meio rural em Les Pilles para a associação DECOR , ele ensinou tradução e interpretação em Munique de 1985 a 1990, depois tornou-se um agente literário e traduziu do alemão e do inglês muitos livros sobre a África e de autores africanos.
Membro do Sindicato francês da crítica de cinema , ele escreveu sobre o cinema nas revistas mensais pan-africanas Africa international, África-Ásia e Continental, bem como na Lettre des musiques et des arts africaines, antes de fundar a revista Africultures em novembro de 1997, da qual foi editor-chefe de 1997 a 2004, e seu site onde publicou cerca de 1.800 artigos sobre cinema africano  , . Também escreve as páginas de cinema da revista Afriscope (2007-2017).
Foi presidente da associação Africultures de 1997 a 2008 e depois tesoureiro até 2016, antes de passar para uma equipa mais jovem mantendo-se como diretor de publicações. Como presidente ou editor-chefe, intervém no debate público, nomeadamente sobre os zoológicos humanos , a comemoração da abolição da escravatura , o movimento dos intelectuais  ou as questões da imigração  .
Para o crítico Jean-Michel Frodon, " Olivier Barlet é sem nenhuma dúvida o maior conhecedor francês (e europeu) do cinema africano »  . Traduzidos em várias línguas, os seus livros são, de fato, uma referência.
Publicado em 1996, seu livro Os Cinemas da África negra : o olhar em questão ganhou o Prêmio de Arte e Ensaio de 1997 do Centro Nacional de Cinematografia  . Com o seu título, ele sugere o abandono da expressão " cinema africano », que considera englobar em um gênero dessas cinematografias plurais. " Esclarece o leitor sobre esses cinemas sem convidá-lo a um fascínio dramático pelos temas que exploram. », indica Gustave Boulou de B'béri  . Porque, como observa Christiane Passevant, “ a percepção dos cinemas africanos pelos ocidentais pode ser resumida no questionamento do olhar »  .
Em 2012, Olivier Barlet publica uma soma sobre o período 1996-2011 : Cinemas africanos dos anos 2000 : perspectivas críticas, propondo «repensar o discurso crítico sobre os cinemas africanos » , e « formular novas bases para a crítica do cinema africano »  . Ele analisa, segundo Pierre Barrot, " três fortes tendências da última década: o avanço dos cineastas "imigrantes", o declínio dos tabus históricos e a afirmação das mulheres »  .
Em 2004, em Tunes, ele participou na criação da Federação Africana de Críticos de Cinema  da qual foi tesoureiro até 2009, e dirigiu dezenas de ateliês de crítica para jornalistas em vários países africanos.
Em 2005, foi membro do júri de longas-metragens do Festival Pan-Africano de Cinema e Televisão de Ouagadougou  .
Ele continua a publicar críticas, análises e entrevistas no site africultures.com  ,, muitas vezes traduzidas em inglês na revista americana Black Camera , bem como em muitos sites , revistas e obras internacionais. Com o site afrimages.net, ele publica análises de filmes africanos na companhia de universitários e críticos.
De 1992 a 2018, fundou e dirigiu com Sylvie Chalaye a coleção Images plurielles (cinema e teatro) nas Ediçoēs L'Harmattan, Paris.
Participa também desde a sua criação em 2002 na programação e animação do Festival de Cinemas Africanos no país de Apt  . Ele também é programador na plataforma de documentários criativos Tënk.
De 2018 a 2020, fará a cobertura dos grandes festivais para o diário Le Soleil (Dakar).
No Festival de Cannes de 2023, recebe o Prémio de Realização da Crítica de Cinema atribuído pelo Centro de Cinema Árabe.